# U 552 (Kriegsmarine)

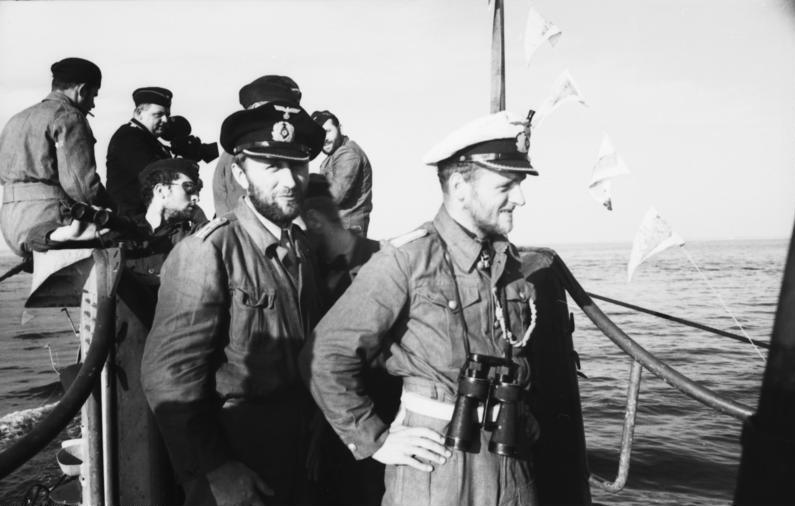
U 552 komt aan te St. Nazaire met Kapitänleutnant Erich Topp en Leutnant Schwich.

De U 552 was een U-boot van de VII C-klasse van de Duitse Kriegsmarine tijdens de Tweede Wereldoorlog. Korvetkapitein Erich Topp torpedeerde met succes op 31 oktober 1941, de eerste Amerikaanse torpedobootjager USS Reuben James (DD-245). De Verenigde Staten waren nog niet in oorlog met Nazi-Duitsland.
Ondanks sterke protesten van groot-admiraal Erich Raeder bleef Hitler vasthouden aan zijn politiek ten opzichte van de Verenigde Staten en weigerde hij het bevel, dat de U-boten alleen maar defensieve maatregelen mochten nemen, in te trekken.
De 'onverklaarde oorlog' bleef niet langer zonder incidenten, en dat was geen wonder want de konvooien die uit Newfoundland vertrokken, werden door Amerikanen beschermd. Op 17 oktober 1941 viel de U 568 konvooi SC-48 aan en torpedeerde de Amerikaanse torpedobootjager USS Kearney (DD-432) die escortedienst verrichtte. De USS Kearney bleef drijven, maar een soortgelijke aanval op konvooi HX-156 had tot resultaat dat de Amerikaanse torpedojager USS Reuben James, op 31 oktober 1941 tot zinken werd gebracht door de U 552 onder bevel van Oberleutnant Erich Topp, die de oorlog zou overleven - het eerste verlies van de Verenigde Staten in de Slag om de Atlantische Oceaan.
Korvetkapitein Erich Topp was mede actief in de Amerikaanse wateren en in de Caribische Zee tijdens Operatie Paukenschlag tussen maart en april 1942. Daar vernietigde hij met zijn U 552 achtereenvolgens vijf vrachtschepen.

## Erich Topp
In het computerspel over U-boten, Silent Hunter II van Ubisoft en WWII U-boat Combat Simulator, beschrijft Erich Topp op hoge leeftijd, in een demo van het spel, zijn wedervaren van deze aanval.
Erich Topp vertelt dat zijn torpedering op de USS Reuben James, hem nadien en later veel leed had berokkend. Naderhand bezien, vernietigde hij een neutraal schip, maar het allerbelangrijkst, vele levens. Hij zag door zijn periscoop de USS Reuben James als een vulkaan ontploffen door zijn torpedo's.
De Amerikaanse matrozen hadden geen schijn van kans. Erich Topp is op 26 december 2005 als 91-jarige, overleden.

## Ondergang
De U 552 werd door de Duitsers zelf tot zinken gebracht op 2 mei 1945 te Wilhelmshaven in positie 53° 51′ 0″ NB, 8° 10′ 0″ OL.
Oberleutnant Günther Lube was de laatste commandant van de U 552. Om te voorkomen dat hun U-boten in geallieerde handen kwamen, werden diverse U-boten zelf tot zinken gebracht.

## Commandanten
- 4 Dec, 1940 - 8 Sep, 1942: KrvKpt. Erich Topp (Ridderkruis)
- 9 Sep, 1942 - 10 Jul, 1944: Kptlt. Klaus Popp
- 11 Jul, 1944 - 2 Mei, 1945: Oblt. Günther Lube